# Silvestro dei Gherarducci
Silvestro dei Gherarducci, appelé aussi Don Silvestro Camaldolense, est un peintre et enlumineur florentin né en 1339 et mort le 5 octobre 1399.

## Biographie
Silvestro dei Gherarducci entre au couvent Sainte-Marie-des-Anges de Florence en 1348 à l'âge de 9 ans, en tant que novice au sein de l'Ordre camaldule. Il est probablement né dans cette ville, sa famille résidant dans la paroisse de l'église san Michele Visdomini. Il prononce ses vœux à l'âge de 13 ans en 1352 dans le même couvent. Le moine ne réapparait dans les sources du couvent qu'en 1362. Dans l'intervalle, il pourrait avoir été formé en tant que peintre dans un autre lieu, l'hypothèse d'une formation dans un atelier de Sienne a été avancée, peut-être celui de Jacopo di Mino del Pellicciaio. De nombreuses œuvres qui lui sont attribuées sont datées des années 1365-1380 et localisées à Florence, signe de son activité sur place. En 1383, il reçoit une somme d'argent pour des peintures de la part des moines du couvent olivétain de San Miniato al Monte. En 1389, il est mentionné dans les sources en tant que prieur adjoint du couvent Sainte-Marie-des-Anges. Il perçoit régulièrement des sommes d'argent pendant cette période pour la réalisation de décorations de livres liturgiques, sans qu'on puisse s'avoir s'il s'agit de son propre travail ou pour avoir dirigé des travaux dans le scriptorium du couvent.
Giorgio Vasari, deux siècles plus tard dans ses Vies des meilleurs peintres, sculpteurs et architectes, mentionne Silvestro dei Gherarducci, comme un des grands miniaturistes de son temps avant l'arrivée de Lorenzo Monaco dans le même couvent. Cette mention a été critiquée, Vasari étant considéré comme peu fiable pour cette période aussi ancienne. Silvestro pourrait n'avoir été qu'un commanditaire ayant fait appel à divers peintres laïcs. Cependant, cette hypothèse est mise en doute par la grande unité de style des diverses œuvres attribuées tout au long de la période d'activité de Silvestro.

## Œuvres
Le corpus des œuvres de l'artiste a été constitué essentiellement par l'historienne de l'art Mirella Levi D'Ancona (en). Elle s'est basée pour cela sur un premier noyau d'œuvres, panneaux et enluminures, distinguées par Richard Offner à partir d'un tableau de la Vierge de l'humilité à la Galleria dell'Accademia de Florence qu'il attribuait à un maître anonyme. Il nomme ce dernier Maître de l'Humilité cionesque, car il y décèle une influence de Andrea Orcagna et des autres frères Cione. C'est Levi d'Ancona qui parvient à identifier ce maître, grâce au grand nombre de documents évoquant Silvestro dei Gherarducci. Le point de départ de son hypothèse, paradoxalement, est une signature présente sur une lettrine découpées (Nelson-Atkins Museum of Art, F.61-14) qui s'est révélée par la suite être un ajout du XIXe siècle, mais ce qui n'invalide pas pour autant la proposition.

### Enluminures

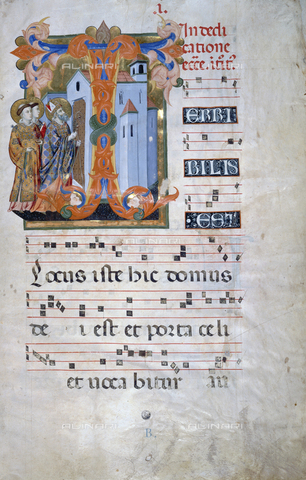
Folio du Graduel du couvent Sainte-Marie-des-Anges, Bibliothèque Laurentienne.

- Graduel du couvent Sainte-Marie-des-Anges (Florence), 1370-1374 : actuellement conservé à la Bibliothèque Laurentienne (Cod. Corale 2) avec 18 miniatures encore en place, mais avec 21 miniatures ou lettrines découpées et dispersées dans diverses collections : Musée Calouste-Gulbenkian (Lisbonne), Bibliothèque de Genève, Nationalmuseum (Stockholm), Fitzwilliam Museum[5] (Cambridge), British Library[6],[7],[8] (Londres), Walker Art Gallery[9] (Liverpool), Nelson-Atkins Museum of Art[10] (Kansas City (Missouri), Walters Art Museum[11] (Baltimore), Cleveland Museum of Art[12],[13], Metropolitan Museum of Art[14] (New York) et des collections privées.
- Graduel 1 de l'église San Michele in Isola à Venise, vers 1392-1399 : manuscrit dispersé en 17 lettrines découpées aujourd'hui conservées au Victoria and Albert Museum (Londres), Morgan Library and Museum (New York), Art Institute of Chicago[15], Musée Marmottan-Monet (coll. Wildenstein[16], Paris) et au Musei Civici di Padova
- Graduel 2 de l'église San Michele in Isola de Venise, vers 1392-1399 : manuscrit dispersé en 37 folios et initiales découpées, actuellement conservées aux Victoria and Albert Museum, Morgan Library & Museum, Musei Civici di Padova, Musée Condé[17] (Chantilly), Kupferstichkabinett Berlin et des collections privées
- Psautier avec 9 miniatures, avec son atelier, 1368, Musée Correr, Venise, Cl. V.129
- Antiphonaire, vers 1385, Bibliothèque Laurentienne, Cod. Corale 9

### Panneaux

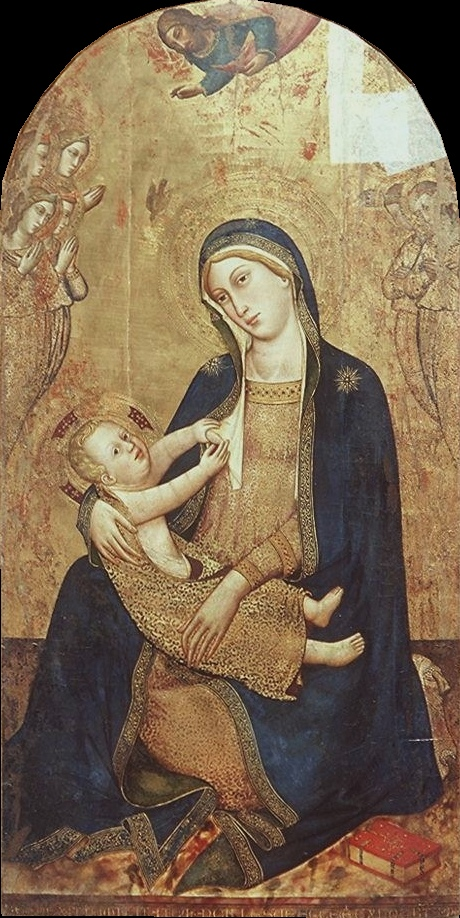
Vierge à l'Enfant, Galleria dell'Accademia.

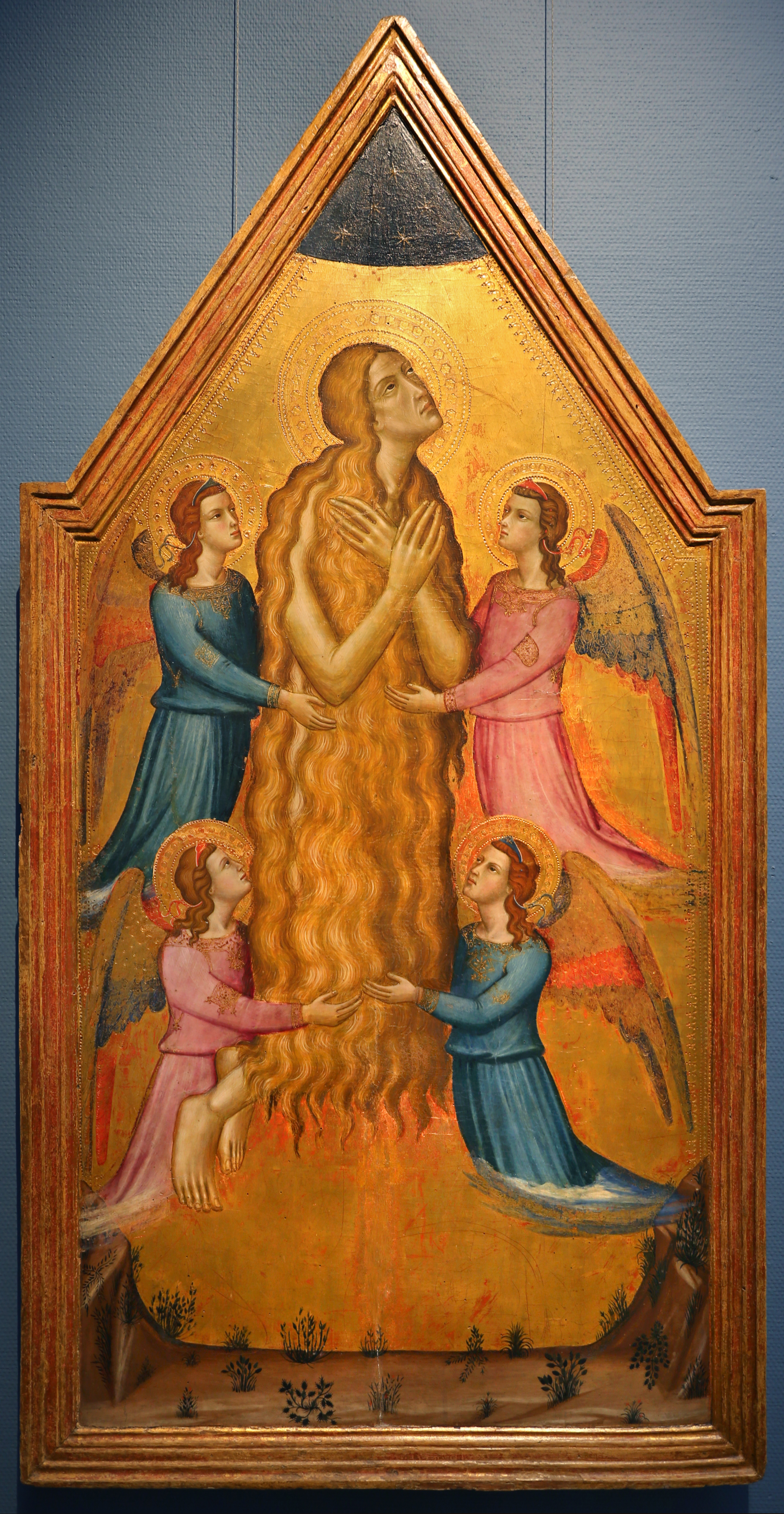
L'Assomption de sainte Marie Madeleine, Dublin.

- Vierge à l'Enfant avec saint Jean Baptiste et saint Paul (?), vers 1375, tempera, 82,55 × 78,11 cm, Los Angeles County Museum of Art, Los Angeles, M.39.1[18]
- Assomption de la Vierge, vers 1365, tempera, 41 × 27 cm, Inv.116, Pinacothèque vaticane[19]
- L'Assomption de sainte Marie Madeleine, vers 1380, tempera, 161,1 × 81,9 cm, National Gallery of Ireland, Dublin, NGI.841[20]
- Vierge à l'Enfant avec des anges et le Christ rédempteur bénissant, vers 1366–1375, tempera, 164 × 89 cm, Galleria dell'Accademia de Florence, inv. 3161[21]
- Vierge à l'Enfant, tempera, 30,5 × 20,3 cm, California Palace of the Legion of Honor, Fine Arts Museums of San Francisco, 1999.32[22]
- Vierge à l'Enfant, vers 1365–1370, tempera, 49 × 30,5 cm, ancienne collection Pittas, actuellement collection privée, passé en vente chez Sotheby's en 2005 (lot 165)[23]
- Tabernacle portatif représentant La Vierge à l'Enfant avec quatre saints, ancienne collection Herrington, Indianapolis
- Ancien retable peint probablement pour la chapelle Ognissanti du couvent Sainte-Marie-des-Anges (Florence), vers 1365 (parfois aussi attribué à Jacopo di Cione), aujourd'hui démembré et comprenant[24] :
  - Crucifixion (pinacle central), Metropolitan Museum of Art, New York, 1975.1.65[25]
  - Groupe de saintes femmes (panneau gauche), ancienne collection E. Greco, Rome
  -  Groupe de saints hommes (panneau droit), Musée national d'histoire et d'art, Luxembourg[26]
  - Noli me Tangere (pinacle au-dessus du panneau gauche), National Gallery, Londres[27]
  - Homme de douleurs avec la Vierge, saint Jean et un donateur (fragment central de la prédelle), 30,5 × 64,1 cm, Denver Art Museum, 1961.154[28]